# Harold Alden Wheeler
Harold Alden Wheeler (10 de maio de 1903 — 25 de abril de 1996) foi um engenheiro eletrônico estadunidense.